# Ялтинське граданачальництво
Ялтинське градоначальництво — адміністративно-територіальна одиниця на території Криму, що існувала в 1914—1917 роках. Останнє із створених у Російській Імперії градоначальництв. Офіційна газета — «Відомості Ялтинського градоначальства».

## Історія
Питання про створення градоначальства порушувалося в 1880, 1901 і 1908 роках, але не отримав подальшого розвитку (через складність заходу та скрутність рішення у сприятливому для місцевості сенсі).
Під час революції 1905—1907 років, коли на території численних царських резиденцій, включаючи головну — Лівадію знадобився посилений режим безпеки, влада в Ялті та околицях була передана Таврійським губернатором військовому командиру — полковнику І. Думбадзе. Останній при цьому залишався командиром своєї частини, поєднуючи таким чином військову та поліцейську владу. Організаційних перетворень адміністрації при цьому зроблено не було, влада здійснювалася у правовому режимі Положення надзвичайної охорони 1881 року.
Думбадзе правив з позицій крайньої реакції, що частково виправдовується постійною терористичною загрозою царській сім'ї та вищим сановникам імперії. Сам він пережив у 1907 році в Ялті замах, організований есерами, був контужений. Користувався особистою довірою царя. Після отримання звання генерал-майора та призначення командиром 2-ї бригади 34-ї піхотної дивізії фактично керував Ялтою як військовий начальник до 1912 року.
Ялтинське градоначальство було створено 18 червня 1914 року на частині території Ялтинського повіту, хоча складові градоначальство Ялта і Алушта в земсько-господарському відношенні залишалися у складі Таврійської губернії та у введенні Таврійського губернатора, а виділена частина території Ялтинського повіту підпорядковувалася ялтинському градоначальнику лише у поліцейському повноваженні.
До складу градоначальства увійшли міста Ялта і Алушта, частина Ялтинського повіту з півночі на південь від гірського хребта Яйли до Чорного моря, із заходу на схід населені пункти від Байдарських воріт і мису Ласпі до села Ускут включно, Південнобережне лісництво, Козьмо-Дем'янський монастир і Царське полювання, що знаходиться біля нього, містечка біля маєтків Алупка, Гурзуф, Кореїз, Місхор, Професорський куточок, Сімеїз, Суук-Су, Форос, удільні маєтки Ай-Даніль, Кучук-Ламбат і Чукурлар, імператорські маєтки Лівадія його школами, лабораторією, розплідником та винним підвалом Магарача. У поліцейських повноваженнях градоначальництво складалося з 4 поліцейських дільниць (Алупкинського, Гурзуфського, Сімеїзького та Фороського) та 2 міських поліцейських управлінь в Алушті та Ялті.
Фактично припинило існування відразу після Лютневої революції. Формально скасовано 01 вересня 1917 року.

## Список градоначальників
1. 01.07.1914-15.08.1916: Почту генерал-майор Думбадзе  Іван Антонович (1851—1916).
2. 15.08.1916-02.03.1917: генерал-майор Спиридович Олександр Іванович (1873—1952); заарештовано під час Лютневої революції.